# Niño Guerrero
Héctor Rusthenford Guerrero Flores, (Maracay, 2 de diciembre de 1983) más conocido por su alias Niño Guerrero, es un criminal y pran venezolano, conocido por ser líder del «Tren de Aragua», la mayor megabanda criminal de Venezuela, y una de las más grandes de América Latina.

## Biografía
Héctor Guerrero Flores nació en 1983 en Maracay, Aragua. En 2000, se registran las primeras incursiones de Guerrero en actividades ilícitas.  En 2005, Guerrero atacó una comisaría asesinando al cabo Oswaldo González. En 2010, fue capturado cuando comerciaba artículos robados y drogas en Maracay. Fue internado en el Centro Penitenciario de Aragua, del cual se fugaría en 2012. En 2013 fue recapturado en Barquisimeto.
En 2015, fue captado junto a la actriz Jimena Araya en el barrio San Vicente de Maracay. Según se informó, Guerrero ofreció rescatar a los jóvenes de las drogas, conseguir la paz, embellecer el barrio y no permitir la presencia de la policía. Durante las protestas de 2017 contra el régimen de Nicolás Maduro, se detalló, sin pruebas contundentes, que el régimen solicitó la ayuda de Guerrero para reprimir a los manifestantes.
En febrero de 2018, fue condenado a 17 años de cárcel por los delitos de homicidio, tráfico de drogas, usurpación de identidad y ocultamiento de armas de guerra, entre otras imputaciones. Desde el penal de Tocorón, Guerrero lideró las operaciones del Tren de Aragua, impulsando su expansión aprovechando el éxodo migratorio debido a la crisis económica.

“Cuando él ingresó nuevamente a la cárcel, en 2013, el Tren de Aragua todavía era pequeño, estaba circunscrito a Tocorón. Pero a partir de su liderazgo, empezó a crecer y a fortalecerse”, le dice a BBC Mundo Luis Izquiel, abogado penalista y profesor de criminología de la Universidad Central de Venezuela.

Izquiel explica que primero se tomó un barrio del estado de Aragua, llamado San Vicente, convirtiéndolo en su “feudo criminal”.

Luego, añade el abogado, incursionó en otros estados, “dominando una mina ilegal en el estado de Bolívar, y también un corredor de narcotráfico hacia Trinidad y Tobago, ubicado en el norte”.
BBC Mundo

### Desalojo de la cárcel de Tocorón y fuga
En septiembre de 2023, el Centro penitenciaro de Aragua fue desalojado en la Operación de Liberación Cacique Guaicaipuro que buscaba retomar el control del penal con 11.000 funcionarios de la Fuerza Armada Nacional Bolivariana (FANB) y policías, un mayor de la Guardia Nacional Bolivariana murió durante el operativo. Se reportó que Guerrero se fugó del Centro Penitenciario de Aragua a través de un túnel. Según denunció la ONG Observador Venezolano a AFP, días antes del suceso, Guerrero negoció la intervención en el penal de Tocorón con el gobierno venezolano y beneficiándose de la complicidad de los cuerpos de seguridad, se fugó antes de que iniciara el operativo, afirmación que fue negada por el gobierno venezolano. Sin embargo, entre 400 y 500 reos escaparon con Guerrero Flores del Centro Penitenciario de Tocorón. El gobierno de Venezuela confirmó la fuga tres días después del operativo en la cárcel de Tocorón. Según el Observatorio Venezolano de Prisiones, la cárcel tenía capacidad para 750 reos, pero llegó a albergar a más de 5.000. Las autoridades dijeron que había unos 1.600 presos en el momento de la intervención. Dentro del penal encontraron 14 armas largas y dos cortas, 120 cintas eslabonadas 7,62×51, 40 granadas antitanque, 80 kilos de composición C4, 80 dispositivos anfull, 400 mil municiones de diferentes calibres, 15 cohetes autopropulsados y otros materiales bélicos.
El complejo penitenciario controlado por el Tren de Aragua llamó la atención de los medios de comunicación internacionales ya que poseía una piscina, discoteca, bares, restaurantes, patio de juegos, granjas de cerdos y gallinas, estadio de béisbol y un zoológico, que fueron construidas durante los años de liderazgo de Guerrero y siendo Ministra del servicio penitenciario Iris Varela entre 2011 y 2019, además de túneles para entrar y salir libremente, que usó Guerrero para escapar del penal. Después de la intervención se encontró una red de túneles de unos 5 km de largo, la cual desembocaba en el lago de Valencia, donde se encontraron lanchas rudimentarias. Las cavidades contaban con ventilación, alumbrado y armazones de concreto.
El Ministerio del Interior de Perú emitió un comunicado anunciando que ofrece una recompensa de 500.000 soles (unos US$ 132.400) a cambio de información que conduzca al paradero de Guerrero. Las autoridades incluyeron a Guerrero Flores en el Programa de Recompensas de Perú. El comunicado agregó que el ministro Vicente Romero hizo el anuncio tras la decisión de una comisión de recompensas sobre un informe de la Policía Nacional de Perú que señala que Niño Guerrero podría haber ingresado al territorio peruano de manera oculta.
Una semana después de la intervención del gobierno venezolano en el penal de Tocorón, el 21 de septiembre, la fiscalía nacional de Chile dictó una orden de detención contra Guerrero. La orden, emitida por el Ministerio Público de Tarapacá, permitiría al Estado chileno circular una solicitud de extradición a través de su cancillería en caso de que Guerrero resulte capturado en otro país, siendo juzgado en tribunales locales..